# جون مارشال جونز
جون مارشال جونز (بالإنجليزية: John Marshall Jones)‏ هو ممثل أمريكي، ولد في 17 أغسطس 1962 بديترويت في الولايات المتحدة.

## وصلات خارجية
- جون مارشال جونز على موقع IMDb (الإنجليزية)
- جون مارشال جونز على موقع أول موفي (الإنجليزية)
- جون مارشال جونز على موقع قاعدة بيانات الفيلم (الإنجليزية)